# Rock Revolution
Rock Revolution é um jogo musical desenvolvido pela Zoë Mode e HB Studios para Nintendo DS, PlayStation 3, Wii e Xbox 360. O jogo foi distribuído pela Konami. Seu desenvolvimento foi primeiramente revelado em 15 de maio de 2008.

## Lista de músicas
| Título                            | Artista              |
| --------------------------------- | -------------------- |
| "All My Life"                     | Foo Fighters         |
| "All the Small Things"            | Blink-182            |
| "Am I Evil?"                      | Metallica            |
| "Are You Gonna Be My Girl"        | Jet                  |
| "Bad Reputation"                  | Joan Jett            |
| "Blitzkrieg Bop"                  | The Ramones          |
| "Chop Suey!"                      | System Of A Down     |
| "Cum On Feel the Noize"           | Quiet Riot           |
| "Dance, Dance""                   | Fall Out Boy         |
| "Detroit Rock City"               | Kiss                 |
| "The Diary of Jane"               | Breaking Benjamin    |
| "Dirty Little Secret"             | All-American Rejects |
| "Dr. Feelgood"                    | Mötley Crüe          |
| "The End of Heartache"            | Killswitch Engage    |
| "Falling Away from Me"            | Korn                 |
| "Given Up"                        | Linkin Park          |
| "Heading Out to the Highway"      | Judas Priest         |
| "Highway Star"                    | Deep Purple          |
| "Holy Wars... The Punishment Due" | Megadeth             |
| "Joker & the Thief"               | Wolfmother           |
| "Kiss Me Deadly"                  | Lita Ford            |
| "Last Resort"                     | Papa Roach           |
| "Magic Man"                       | Heart                |
| "No One Like You"                 | Scorpions            |
| "Our Truth"                       | Lacuna Coil          |
| "Pain"                            | Three Days Grace     |
| "Paralyzer"                       | Finger Eleven        |
| "Pull Me Under"                   | Dream Theater        |
| "Round and Round"                 | Ratt                 |
| "Run to the Hills"                | Iron Maiden          |
| "Sk8er Boi"                       | Avril Lavigne        |
| "Somebody Told Me"                | The Killers          |
| "The Spirit of Radio"             | Rush                 |
| "Spoonman"                        | Soundgarden          |
| "Still of the Night"              | Whitesnake           |
| "Stone Cold Crazy"                | Queen                |
| "Walk"                            | Pantera              |
| "We're Not Gonna Take It"         | Twisted Sister       |
| "White Room"                      | Cream                |
| "Won't Get Fooled Again"          | The Who              |
| "Youth Gone Wild"                 | Skid Row             |